# Sphinctus tobiasi
Sphinctus tobiasi là một loài tò vò trong họ Ichneumonidae.